# Us and Them (chanson)
Pour les articles homonymes, voir Us and Them.
Singles de Pink Floyd
Money
/ Any Colour You Like
(1973) Have a Cigar
/ Welcome to the Machine
(1975)
Pistes de The Dark Side of the Moon
Money Any Colour You Like
Us and Them est une chanson du groupe de rock progressif britannique Pink Floyd écrite par Roger Waters et composée par Rick Wright, avec David Gilmour au chant. Elle apparaît sur l’album The Dark Side of the Moon, sorti en 1973.

## Genèse de la chanson
Une bonne partie de la chanson a été conçue par Wright bien avant l’enregistrement de Dark Side of the Moon. Il s’agissait d’une improvisation pour le film Zabriskie Point de Michelangelo Antonioni (1970), dont Pink Floyd a composé une partie de la bande originale. Antonioni était très exigeant avec le groupe, refusant presque tout ce qu’il lui proposait. Par dépit et par fatigue, Wright s’est mis à pianoter, alors que sur un écran était projeté un des rushes du film, montrant une scène détaillant la répression d’une manifestation. Le reste du groupe a aussitôt aimé ce qu’il a joué, mais pas Antonioni, qui a répondu : « C’est magnifique, mais trop triste. Cela me rappelle trop l’église ». Le résultat, nommé alors The Violent Sequence, ne fut pas retenu et est finalement apparu sur Dark Side of the Moon.
Le refrain de la chanson fut par contre composé en studio, lors des sessions pour Dark Side — une séquence du film Live at Pompeii, on peut voir Wright seul au piano, offrant une version nue du refrain, sans chant ni autres instruments.

## Structure musicale
Le morceau commence par une partie d’orgue Hammond jouée par Richard Wright, émergeant progressivement de la fin de Money. Après une progression d’accords subtile (changements note par note), l’orgue se stabilise sur un accord de ré majeur, qui constitue de fait la tonalité principale de la chanson. Les autres instruments font leur entrée : d'abord la guitare arpégée de David Gilmour, la basse de Roger Waters, la batterie de Nick Mason, puis dix mesures plus tard, le piano de Wright et le saxophone de Dick Parry, tous jouant très doucement, avec beaucoup de retenue et en laissant beaucoup d’espace.
La progression d’accords jouée est assez inhabituelle pour un morceau rock. Analysée dans son ensemble, elle possède un caractère jazzy très marqué (accords suspendus en sixte) semblant s’éloigner de la tonalité de ré tout en y restant. L’impression d’amalgame majeur/mineur s’explique par l’utilisation d'une pédale inférieure : la guitare basse et la main gauche de Wright ne jouent que ré, pendant que la main droite de ce dernier, la guitare et l’orgue jouent d’autres accords (si mineur ou sol majeur par exemple).
Le refrain, composé en studio, marque une rupture nette avec les couplets, tant sur le plan tonal (passage à la relative mineure si) qu’orchestral (brusque forte, introduction des choristes et d’une basse synthétique au VCS3) aboutissant à un arrangement plus compact et massif.

## Enregistrement
Us and Them a été enregistrée sur un magnétophone Studer 16 pistes avec une bande de 2 pouces.

## Personnel
- Roger Waters - basse
- David Gilmour - guitares, chant
- Richard Wright - piano Steinway, orgue Hammond, synthétiseurs, chœurs
- Nick Mason - batterie
- Dick Parry - saxophone ténor
- Lesley Duncan, Doris Troy, Barry St. John et Liza Strike - chœurs

## Reprises
Cette chanson a été reprise par :
- A Camp, sur l'extended play Covers EP (2009).
- Between the Buried and Me, sur l'album The Anatomy Of... (2006).
- Nena, sur l'album Cover Me (2007).
- Mary Fahl, sur l'album From The Dark Side Of The Moon (2011).
- Gov't Mule, sur l'album Dark Side Of The Mule (2014).
- The Flaming Lips, sur l'album The Flaming Lips And Stardeath And White Dwarfs With Henry Rollins And Peaches Doing The Dark Side Of The Moon (2009, qui reprend intégralement l'album The Dark Side Of The Moon).